# Indépendants de Gauche
Indépendants de gauche, Nederlands: Linkse onafhankelijken, is een voormalige parlementaire groepering in de Franse Senaat, de Sénat, die van 1928 tot 1936 bestond. De groepering voerde een centrumgerichte koers. De leden van de groepering voelden zich met de  centrumrechtse Alliance Démocratique en met de Radicaux Indépendants verbonden.
- René Besse was het langst de voorzitter van de groepering.
- Raymond Patenôtre behoorde tot de groepering, maar ging later naar de Union Socialiste Républicaine over.